# Cyanolyca viridicyanus
La ghiandaia collare bianco (Cyanolyca viridicyanus (Lafresnaye & d'Orbigny, 1838)) è un uccello passeriforme appartenente alla famiglia Corvidae.

## Etimologia
Il nome scientifico della specie, viridicyanus, deriva dall'unione delle parole latine viridis ("verde") e cyaneus (a sua volta mutuato dal greco κυανος (kyanos/kuanos, "ciano"), col significato di "verde e blu", in riferimento alla livrea di questi uccelli.

## Descrizione

### Dimensioni
Misura 34 cm di lunghezza, per 82-127 g di peso.

### Aspetto

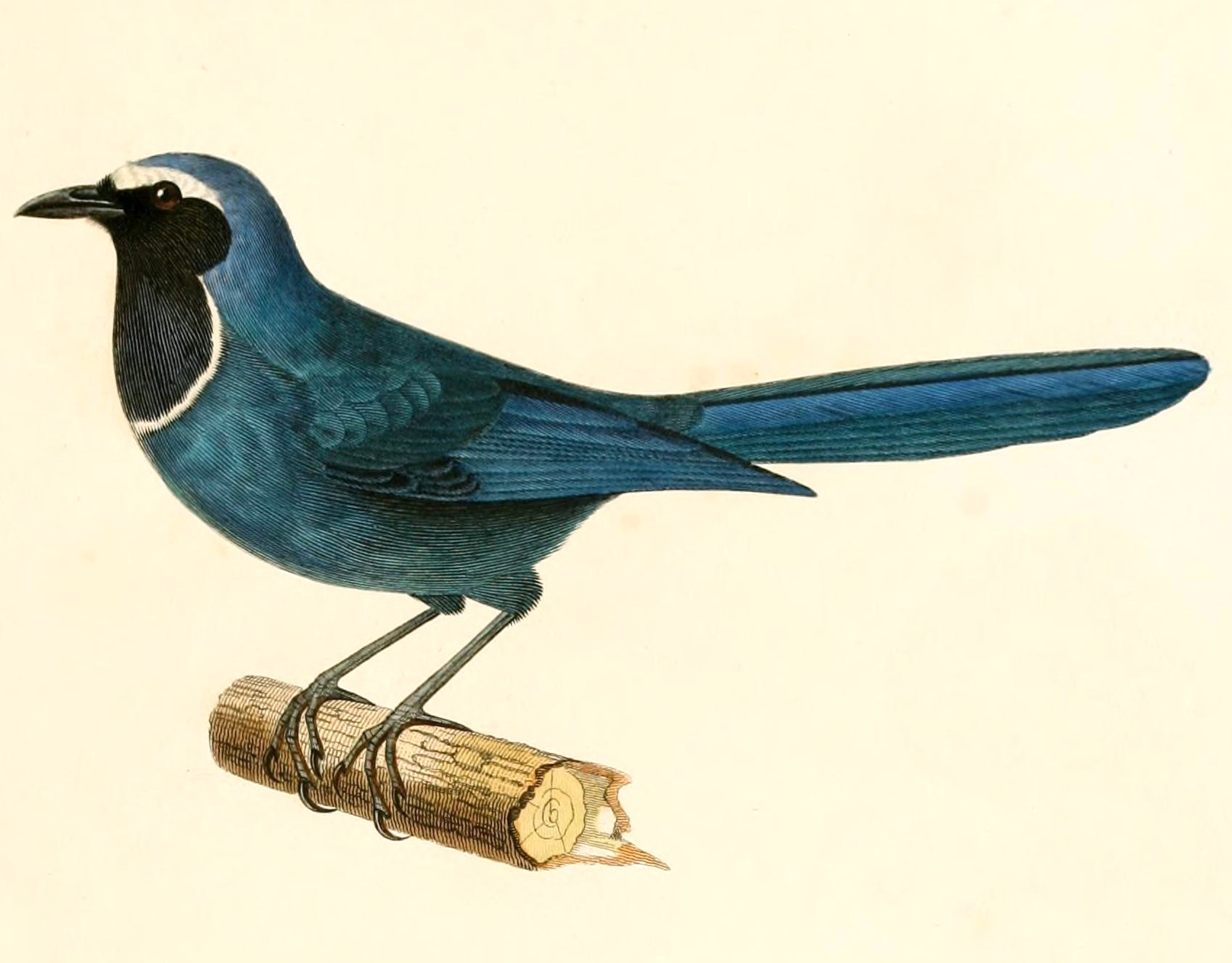
Illustrazione di un esemplare.

Si tratta di uccelli dall'aspetto tozzo e paffuto, muniti di grossa testa arrotondata dai grandi occhi, becco relativamente corto e conico dalla punta lievemente ricurva, ali digitate, coda piuttosto lunga e dall'estremità squadrata e zampe forti.
Il piumaggio è di colore blu su tutto il corpo, con tendenza a schiarirsi nell'area ventrale e a divenire azzurro su vertice e nuca e sulla gola: quest'ultima è cinta da un collare bianco orlato di nero (al quale la specie deve il suo nome comune), che raggiunge l'area auricolare, dove si continua in una mascherina nera che copre anche le guance e gli occhi, giungendo ai lati del becco ed all'area alla base della sua parte superiore, anch'esse di colore nero. Di colore bianco è anche la fronte, che si continua in un sottile sopracciglio bianco (delimitante la porzione superiore della mascherina facciale nera) fino all'area temporale.
Il becco e le zampe sono di colore nero, mentre gli occhi sono di colore bruno-rossiccio scuro.

## Biologia
Si tratta di uccelli dalle abitudini di vita diurne, che passano la maggior parte della giornata nella canopia o fra i rami alti, muovendosi in piccoli stormi che ispezionano i rami alla ricerca di cibo.
Si tratta di uccelli molto vocali, che si tengono in contatto sonoro quasi costante fra loro mediante dei versi gracchianti simili a quelli delle ghiandaie, ma possiedono un repertorio vocale piuttosto sviluppato anche se ancora poco studiato finora, comprendente versi fischianti ed altri più aspri

### Alimentazione
La ghiandaia collare bianco è un uccello principalmente insettivoro, la cui dieta si basa su insetti ed altri invertebrati rinvenuti fra le spaccature della corteccia e le epifite, ma comprende anche altri piccoli animali, bacche e frutta matura.

### Riproduzione
Mancano informazioni circa la riproduzione di questi uccelli, tuttavia si ha motivo di credere che essa non differisca significativamente da quanto osservabile nella stragrande maggioranza delle specie di corvidi.

## Distribuzione e habitat
La ghiandaia collare bianco è diffusa in Sudamerica occidentale, in un areale che va dal nord-ovest del Perù (regione di Amazonas meridionale) alla Bolivia nord-occidentale (dipartimenti di La Paz e Cochabamba), attraverso le pendici occidentali della cordigliera andina.
L'habitat di questi uccelli è costituito dalla foresta pluviale tropicale montana e dalla foresta nebulosa.

## Tassonomia
Se ne riconoscono tre sottospecie:
- Cyanolyca viridicyanus jolyaea (Bonaparte, 1852) - diffusa nella porzione settentrionale dell'areale occupato dalla specie (fino al nord-est della regione di Huancavelica[5]);
- Cyanolyca viridicyanus cyanolaema Hellmayr, 1917 - diffusa dal sud della regione di Ayacucho alla regione di Puno[5];
- Cyanolyca viridicyanus viridicyanus (Lafresnaye & d'Orbigny, 1838) - la sottospecie nominale, diffusa nella porzione meridionale dell'areale occupato dalla specie;

La sottospecie jolyaea presenta delle differenze a livello di colorazione ed altre più consistenti a livello genetico, che porterebbero alcuni autori a ritenerne corretta l'elevazione al rango di specie a sé stante.